# Oxyopes holmbergi
Oxyopes holmbergi är en spindelart som beskrevs av Soares och Camargo 1948. Oxyopes holmbergi ingår i släktet Oxyopes och familjen lospindlar. Inga underarter finns listade i Catalogue of Life.